# Agrochola straminea
Agrochola straminea là một loài bướm đêm trong họ Noctuidae.